# Domingo Ordoñana
Domingo Ordoñana (España, 23 de diciembre de 1829, - Barcelona, 22 de enero de 1897 fue un estanciero uruguayo de origen vasco.

## Biografía
Se radicó en Uruguay a partir de 1842, donde fue un importante impulsor en el progreso rural de su país de adopción.

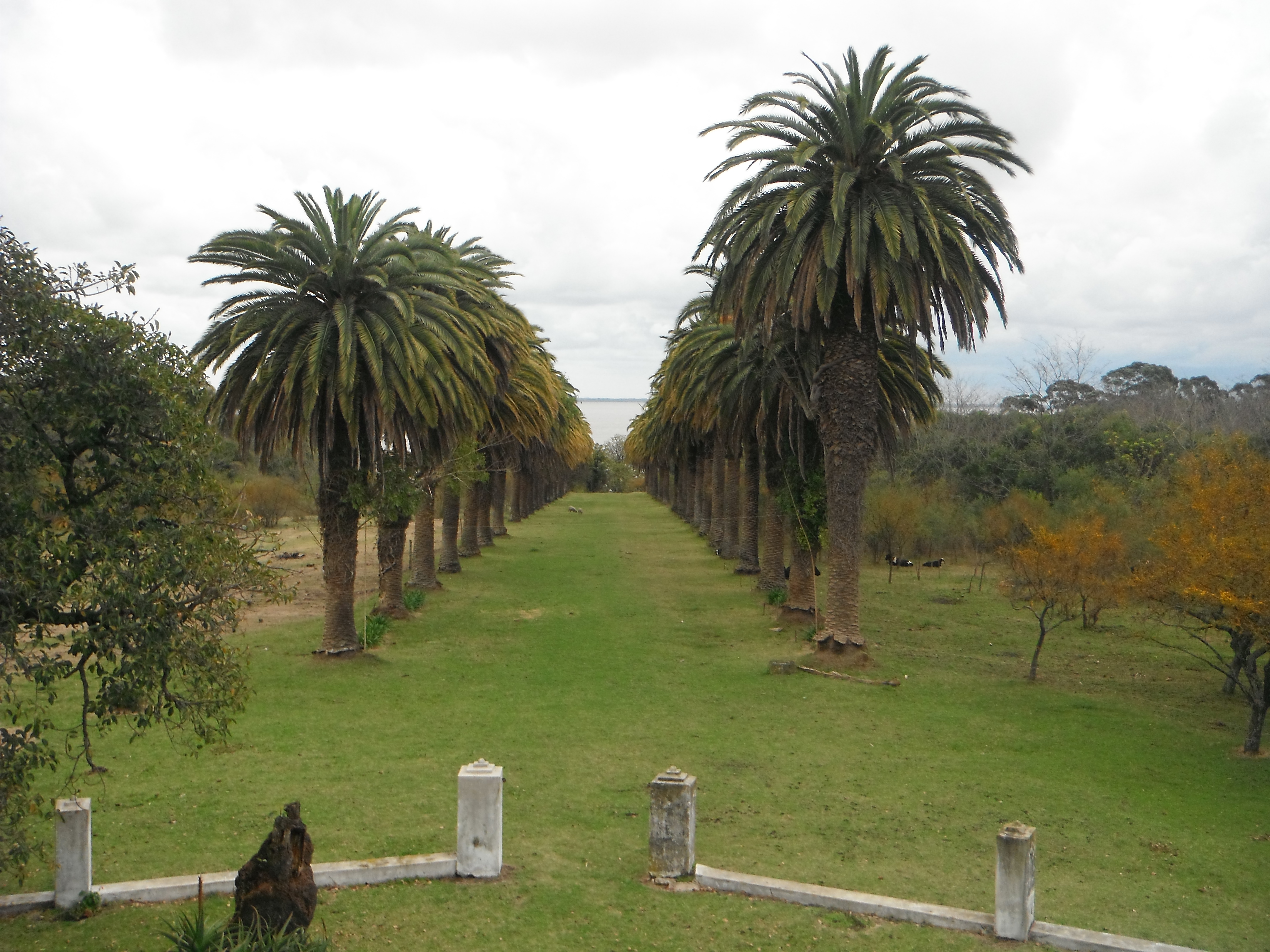
Vista desde la terraza de la Estancia de Domingo Ordoñana

Fundó en 1860 una estancia llamada «Casa Blanca», ubicada al norte de Nueva Palmira, en el actual departamento de Soriano sobre las márgenes del río Uruguay. Allí se dedicó a la aclimatación de especies nuevas de plantas, plantación intensiva de árboles y reafincación de ganados. Publicitó estos hechos en folletos y libros que eran distribuidos gratuitamente por todo el país.
Fue un impulsor de la creación de la Asociación Rural del Uruguay, la cual fue fundada en 1871 y de la cual fue nombrado secretario. Colaboró en 1873 con la redacción del Código Rural de Uruguay, el cual entró en vigencia dos años después. También colaboró con la ley de Marcas de Fábrica y de Comercio.
Escribió distintos estudios referidos a la economía rural de Uruguay, así como relatos de sus viajes por Estados Unidos y Europa. Fue el ideólogo del modelo de producción al cual denominó "ganadería agronómica" que promovía el desarrollo racional y empresarial de la estancia moderna, y también se destacó como un férreo opositor del darwinismo.
Financió varias obras monumentales y escultóricas en recordación de distintos hechos y figuras relevantes de la historia uruguaya. Entre ellas se encontraron una pirámide conmemorativa del desembarco de los Treinta y Tres Orientales, la cual se erigió en el sitio donde ocurrió este hecho histórico que se situaba en los campos de su estancia, para celebrarlo invitó al destacado poeta José María Iparraguirre, autor de Gernikako arbola (canción), para que entonara unas estrofas.
En Punta Gorda (Departamento de Colonia), inauguró en 1888 un monumento en honor a Solís, Álvarez Ramón y Gaboto los cuales fueron descubridores respectivamente de los ríos de la Plata, Uruguay y Paraná. También inició en Colón, una estatua en honor a D. Francisco Vidiella.
Murió en Barcelona y de acuerdo a su última voluntad, fue repatriado a Uruguay.